# タイムアウト (医学)
タイムアウト（英: timeout）とは、執刀前に手を止めて執刀医が患者、手術部位、術式を声に出して確認することである。麻酔科医と看護師はそれが正しいことを確認する。また、その機会に手術のための体位が正しくとれていること、必要な手術器具などが準備されていることを確認する。手術に参加する外科医、麻酔科医、看護師などチーム全員がタイムアウトに参加し、各自の懸念や問題としていることを確認し、不一致があればこの段階で解消する。タイムアウトの際の確認事項はチェックリストの形で記載し、記録を保存する。タイムアウトは、手術に参加するチーム構成員相互のコミュニケーションを確立することにも役立つ。